# 郝纯一
郝纯一（1922年—），男，直隶（今河北）临城人，中国新闻摄影家，曾任中国摄影学会常务理事。